# Survivor 46
Survivor 46 es la cuadragésima sexta temporada del reality show estadounidense Survivor de la cadena CBS en Estados Unidos y en otra cadena Global en Canadá. La temporada fue filmada en Islas Mamanuca, Fiji, la decimocuarta temporada consecutiva en ese mismo espacio y mismo país.
La temporada se emitió el 28 de febrero y terminó el 22 de mayo del mismo año 2024 y por sexta vez por CBS en Estados Unidos y Global en Canadá, cuando Kenzie Petty fue nombrada ganadora de la temporada, derrotando a Charlie Davis y Ben Katzman en una votación de 5-3-0.

## Programa

### Desarrollo
El 21 de febrero de 2023, CBS renovó Survivor tanto para sus temporadas cuadragésima quinta y cuadragésima sexta. El 20 de diciembre de 2023 se lanzó un avance de la temporada 46, justo después de que se emitiera el final de Survivor 45. Se publicaron adelantos de las cintas de audición de los participantes en la cuenta de Instagram de Survivor en forma de historia, que se eliminaron después de veinticuatro horas.
La temporada observó estrictos protocolos de seguridad al igual que en las temporadas de 41 a 45, y continuó presentando 26 días reducidos de juego, con los 18 concursantes comenzando en tres tribus, como en cada temporada desde la temporada 41.

## Equipo del programa
- Presentador: Jeff Probst lidera los desafíos grupales, individuales y los consejos tribales.

## Concursantes
Los miembros notables del elenco incluyen a la ex personalidad de BET Tiffany Nicole Ervin.
| Concursante                                            | Tribu Original |                                      | Tribu Fusionada      | Resultado final                               | Votos |
| ------------------------------------------------------ | -------------- | ------------------------------------ | -------------------- | --------------------------------------------- | ----- |
| MacKenzie “Kenzie” Petty 29, Charlotte, North Carolina | Yanu           | N/A                                  | Nuinui               | Única Sobreviviente                           | 1     |
| Charlie Davis 26, Boston, Massachusetts                | Siga           | N/A                                  | Nuinui               | Subcampeón                                    | 2     |
| Benjamin “Ben” Katzman 31, Miami, Florida              | Siga           | N/A                                  | Nuinui               | Finalista                                     | 4     |
| Elizabeth “Liz” Wilcox 35, Orlando, Florida            | Nami           | N/A                                  | Nuinui               | Eliminada 8.° Miembro del jurado Día 25       | 0     |
| Maria Shrime Gonzalez 48, Dallas, Texas                | Siga           | N/A                                  | Nuinui               | 13.ª Eliminada 7.° Miembro del jurado Día 24  | 4     |
| Quintavius “Q” Burdette 29, Menphis, Tennessee         | Yanu           | N/A                                  | Nuinui               | 12.° Eliminado 6.to Miembro del jurado Día 23 | 12    |
| Venus Vafa 24, Toronto, Ontario                        | Nami           | N/A                                  | Nuinui               | 11.ª Eliminada 5.to Miembro del jurado Día 21 | 7     |
| Tiffany Nicole Ervin 33, Elizabeth, New Jersey         | Yanu           | N/A                                  | Nuinui               | 10.ª Eliminada 4.to Miembro del jurado Día 19 | 5     |
| Paul “Hunter” McKnight 28, French Camp, Mississippi    | Nami           | N/A                                  | Nuinui               | 9.° Eliminado 3.er Miembro del jurado Día 17  | 5     |
| Tevin Davis 24, Richmond, Virginia                     | Nami           | N/A                                  | Nuinui               | 8.° Eliminado 2.do Miembro del jurado Día 16  | 8     |
| Sodasia “Soda” Thompson 27, Lake Hopatcong, New Jersey | Nami           | N/A                                  | Nuinui               | 7.ª Eliminada 1.er Miembro del jurado Día 14  | 4     |
| Tim Spicer 31, Atlanta, Georgia                        | Siga           | N/A                                  | Nuinui               | 6.° Eliminado Día 14                          | 4     |
| Moriah Gaynor 28, San Diego, California                | Siga           | N/A                                  |                      | 5.ª Eliminada Día 13                          | 10    |
| Jemila “Jem” Hussain-Adams 32, Chicago, Illinois       | Siga           |                                      | 4.ª Eliminada Día 11 | 4                                             |       |
| Bhanu Gopal 41, Acton, Massachusetts                   | Yanu           | 3.er Eliminado Día 9                 | 3                    |                                               |       |
| Randen Montalvo 41, Orlando, Florida                   | Nami           | Evacuado por emergencia médica Día 7 | 0                    |                                               |       |
| Jessica “Jess” Chong 37, San Francisco, California     | Yanu           | 2.ª Eliminada Día 5                  | 4                    |                                               |       |
| David Jelinsky 22, Las Vegas, Nevada                   | Yanu           | 1.er Eliminado Día 3                 | 5                    |                                               |       |

1. ↑  Al comienzo de la fase individual del juego en el Día 12, los náufragos tenían que ganarse su lugar en la tribu fusionada ganando inmunidad o sobreviviendo al Consejo Tribal del Día 13.

## Desarrollo
| Episodio                             | Fecha de emisión      | Ganadores de los desafíos                    | Ganadores de los desafíos                    | Eliminado(a) | Final                                         |
| Episodio                             | Fecha de emisión      | Recompensa                                   | Inmunidad                                    | Eliminado(a) | Final                                         |
| ------------------------------------ | --------------------- | -------------------------------------------- | -------------------------------------------- | ------------ | --------------------------------------------- |
| "This is Where the Legends Are Made" | 28 de febrero de 2024 | Nami                                         | Nami                                         | Jelinsky     | 1.er Eliminado Día 3                          |
| "This is Where the Legends Are Made" | 28 de febrero de 2024 | Siga                                         | Siga                                         | Jelinsky     | 1.er Eliminado Día 3                          |
| "Scorpio Energy"                     | 6 de marzo de 2024    | Nami                                         | Nami                                         | Jess         | 2.ª Eliminada Día 5                           |
| "Scorpio Energy"                     | 6 de marzo de 2024    | Siga                                         |                                              | Jess         | 2.ª Eliminada Día 5                           |
| "Wackadoodles Win"                   | 13 de marzo de 2024   | Nami                                         | Nami                                         | Randen       | Evacuado por emergencia médica Día 7          |
| "Wackadoodles Win"                   | 13 de marzo de 2024   | Siga                                         |                                              | Randen       | Evacuado por emergencia médica Día 7          |
| "Don't Touch the Oven"               | 20 de marzo de 2024   | Yanu                                         | Nami                                         | Bhanu        | 3.er Eliminado Día 9                          |
| "Don't Touch the Oven"               | 20 de marzo de 2024   | Nami                                         | Siga                                         | Bhanu        | 3.er Eliminado Día 9                          |
| "Tiki Man"                           | 27 de marzo de 2024   | Nami                                         | Nami                                         | Jem          | 4.º Eliminado Día 11                          |
| "Tiki Man"                           | 27 de marzo de 2024   | Yanu                                         |                                              | Jem          | 4.º Eliminado Día 11                          |
| "Cancel Christmas"                   | 3 de abril de 2024    | Ben, Hunter, Kenzie, Q, Tevin, Tim [Tiffany] | Ben, Hunter, Kenzie, Q, Tevin, Tim [Tiffany] | Moriah       | 5.ª Eliminada Día 13                          |
| "Episode Several"                    | 10 de abril de 2024   | María [Charlie, Liz, Soda, Tevin, Venus]     | Kenzie                                       | Tim          | 6.° Eliminado Día 14                          |
| "Episode Several"                    | 10 de abril de 2024   | María [Charlie, Liz, Soda, Tevin, Venus]     | María                                        | Soda         | 7.ª Eliminada 1.er Miembro del jurado Día 14  |
| "Hide 'N Seek"                       | 17 de abril de 2024   | Nadie                                        | Hunter                                       | Tevin        | 8.° Eliminado 2.do Miembro del jurado Día 16  |
| "Spicy Jeff"                         | 24 de abril de 2024   | Nadie                                        | Charlie                                      | Hunter       | 9.° Eliminado 3.er Miembro del jurado Día 17  |
| "Run the Red Light"                  | 1 de mayo de 2024     | Q [Kenzie, María, Tiffany]                   | Charlie                                      | Tiffany      | 10.ª Eliminada 4.to Miembro del jurado Día 19 |
| "My Messy, Sweet Little Friend"      | 8 de mayo de 2024     | María [Ben, Q]                               | María                                        | Venus        | 11.ª Eliminada 5.to Miembro del jurado Día 21 |
| "Mamma Bear"                         | 15 de mayo de 2024    | Charlie [Kenzie, Liz]                        | María                                        | Q            | 12.° Eliminado 6.to Miembro del jurado Día 23 |
| "Friends Going to War"               | 22 de mayo de 2024    | Kenzie [Ben]                                 | Kenzie                                       | María        | 13.ª Eliminada 7.mo Miembro del jurado Día 24 |
| "Friends Going to War"               | 22 de mayo de 2024    | N/A                                          | Ben [Charlie]                                | Liz          | Eliminada 8.vo Miembro del jurado Día 25      |
| "Friends Going to War"               | 22 de mayo de 2024    | Voto del jurado                              |                                              |              |                                               |
| "Friends Going to War"               | 22 de mayo de 2024    | Ben                                          | Finalista                                    |              |                                               |
| "Friends Going to War"               | 22 de mayo de 2024    | Charlie                                      | Finalista                                    |              |                                               |
| "Friends Going to War"               | 22 de mayo de 2024    | Kenzie                                       | Única Sobreviviente                          |              |                                               |

## Votos del «Consejo Tribal»
|             |             | Tribus Originales | Tribus Originales | Tribus Originales | Tribus Originales | Tribus Originales | N/A    | Tribu Fusionada | Tribu Fusionada | Tribu Fusionada | Tribu Fusionada | Tribu Fusionada | Tribu Fusionada | Tribu Fusionada | Tribu Fusionada | Tribu Fusionada | Tribu Fusionada |
| ----------- | ----------- | ----------------- | ----------------- | ----------------- | ----------------- | ----------------- | ------ | --------------- | --------------- | --------------- | --------------- | --------------- | --------------- | --------------- | --------------- | --------------- | --------------- |
| Episodio #: | Episodio #: | 1                 | 2                 | 3                 | 4                 | 5                 | 6      | 7               | 7               | 8               | 9               | 9               | 10              | 11              | 12              | 13              | 13              |
| Día #       | Día #       | 3                 | 5                 | 7                 | 9                 | 11                | 13     | 14              | 14              | 16              | 17              | 17              | 19              | 21              | 23              | 24              | 25              |
| Eliminados: | Eliminados: | Jelinsky          | Jess              | Randen            | Bhanu             | Jem               | Moriah | Tim             | Soda            | Tevin           | Empate          | Hunter          | Tiffany         | Venus           | Q               | María           | Liz             |
| Votos:      | Votos:      | 5-0               | 4-1               | Evacuado          | 3                 | 4-2               | 10-1   | 4-2             | 4-2             | 8-2             | 4-4-1           | 6-1             | 5-3             | 5-1-1           | 4-2             | 4-1             | N/A             |
|             | Kenzie      | Jelinsky          | Jess              |                   | Bhanu             |                   | Moriah | Tim             |                 | Tevin           | Q               | Hunter          | Q               | Venus           | Q               | María           | Ganó            |
|             | Charlie     |                   |                   |                   |                   | Jem               | Venus  |                 | Soda            | Tevin           | Hunter          | Hunter          | Tiffany         | Venus           | Q               | María           | A Salvo         |
|             | Ben         |                   |                   |                   |                   | Nadie             | Moriah | Hunter          |                 | Tevin           | Hunter          | Hunter          | Tiffany         | Kenzie          | Q               | María           | Inmune          |
|             | Liz         |                   |                   |                   |                   |                   | Moriah |                 | Soda            | Tevin           | Q               | Q               | Tiffany         | Venus           | Q               | María           | Perdió          |
|             | María       |                   |                   |                   |                   | Jem (x2)          | Moriah |                 | Soda            | Tevin           | Hunter          | Hunter          | Tiffany         | Venus           | Charlie         | Ben             |                 |
|             | Q           | Jelinsky          | Jess              |                   | Bhanu             |                   | Moriah | Tim             |                 | Tevin           | Ben             | Nadie           | Tiffany         | Venus           | Charlie         |                 |                 |
|             | Venus       |                   |                   |                   |                   |                   | Moriah |                 | Soda            | Tevin           | Q               | Hunter          | Q               | Q               |                 |                 |                 |
|             | Tiffany     | Jelinsky          | Jess              |                   | Bhanu             |                   | Moriah | Tim             |                 | Tevin           | Hunter          | Hunter          | Q               |                 |                 |                 |                 |
|             | Hunter      |                   |                   |                   |                   |                   | Nadie  | Tim             |                 | Venus           | Q               | Nadie           |                 |                 |                 |                 |                 |
|             | Tevin       |                   |                   |                   |                   |                   | Moriah |                 | Venus           | Venus           |                 |                 |                 |                 |                 |                 |                 |
|             | Soda        |                   |                   |                   |                   |                   | Moriah |                 | Venus           |                 |                 |                 |                 |                 |                 |                 |                 |
|             | Tim         |                   |                   |                   |                   | Jem               | Moriah | Hunter          |                 |                 |                 |                 |                 |                 |                 |                 |                 |
|             | Moriah      |                   |                   |                   |                   | Ben               | Nadie  |                 |                 |                 |                 |                 |                 |                 |                 |                 |                 |
| Jem         | Jem         |                   |                   |                   |                   | Ben               |        |                 |                 |                 |                 |                 |                 |                 |                 |                 |                 |
| Bhanu       | Bhanu       | Jelinsky          | Jess              |                   | Nadie             |                   |        |                 |                 |                 |                 |                 |                 |                 |                 |                 |                 |
| Randen      |             |                   |                   |                   |                   |                   |        |                 |                 |                 |                 |                 |                 |                 |                 |                 |                 |
| Jess        | Jess        | Jelinsky          | Bhanu             |                   |                   |                   |        |                 |                 |                 |                 |                 |                 |                 |                 |                 |                 |
| Jelinsky    | Jelinsky    | Nadie             |                   |                   |                   |                   |        |                 |                 |                 |                 |                 |                 |                 |                 |                 |                 |

| Votación del jurado | Votación del jurado | Votación del jurado | Votación del jurado |
| ------------------- | ------------------- | ------------------- | ------------------- |
| Finalistas:         | Ben 0/8 votos       | Charlie 3/8 votos   | Kenzie 5/8 votos    |
| Jurado              | Votos               | Votos               | Votos               |
| Liz                 |                     | Charlie             |                     |
| María               |                     |                     | Kenzie              |
| Q                   |                     |                     | Kenzie              |
| Venus               |                     |                     | Kenzie              |
| Tiffany             |                     |                     | Kenzie              |
| Hunter              |                     | Charlie             |                     |
| Tevin               |                     |                     | Kenzie              |
| Soda                |                     | Charlie             |                     |

Notas
1. 1 2 3 4 5 6  Recompensa combinada con el desafío de inmunidad.
2. 1 2  Yanu se salvó de ir al Consejo Tribal porque Randen fue evacuado médicamente del juego.
3. ↑  Tiffany no participó en el desafío después de elegir alguna que otra piedra, pero adivinó correctamente el equipo ganador y, como resultado, también ganó inmunidad y recompensa.
4. ↑  Además de la inmunidad, María ganó una recompensa para todo su equipo por durar más tiempo en el desafío.
5. ↑  Además de la inmunidad, María ganó una recompensa para ella y otros dos de su elección y eligió a Ben y Q.
6. ↑  Además de la inmunidad, Kenzie ganó una recompensa para ella y otro de su elección y eligió a Ben.
7. 1 2 3 4 5 6  Por ganar el desafío de inmunidad final, Ben tuvo que asignar inmunidad adicional a otro jugador, y los dos restantes compitieron en un desafío de hacer fuego para determinar el tercer finalista; le dio inmunidad adicional a Charlie.
8. ↑  El día 14, se llevó a cabo un Consejo Tribal dividido. Los participantes fueron divididos en dos grupos de seis; cada grupo acudió al Consejo Tribal por separado para eliminar a un participante de cada uno.
9. ↑  Esta votación se realizó verbalmente, ya que todos estaban seguros de votar a Bhanu, Bhanu no votó en esta votación verbal.
10. ↑  María uso su Ventaja Secreta la cual requería de votos extra, lo que le permitió emitir dos votos.
11. ↑  La votación resultó en un empate. De acuerdo con las reglas, se llevó a cabo una segunda votación en la que los participantes involucrados en el empate no votarían y los participantes restantes solo podían votar por los que empataron.
12. 1 2 3 4  Este/a jugador/a sacrificó su voto por la ronda en un intento de obtener una ventaja o expandir la vida útil de una ventaja.
13. ↑  Este/a jugador/a jugó el Shot in the Dark, y como resultado, tuvo que sacrificar el voto de esa noche.

## Recepción crítica y controversia
Survivor 46 recibió críticas mayoritariamente positivas[cita requerida]; Se elogió al elenco y la abundancia de momentos destacados durante la temporada, pero la temporada también fue criticada por su edición desproporcionada, particularmente durante la pre-fusión. Dalton Ross de Entertainment Weekly clasificó la temporada en el puesto 21 de 46, elogiando el sólido elenco de la temporada y la presencia de drama y rivalidades que habían faltado en las últimas temporadas. Nick Caruso de TVLine clasificó esta temporada en el puesto 19 de 47. En diciembre de 2024, Liz Wilcox fue elegida Persona del Año en Spotted Ratings, derrotando a Kaitlin Olson, Carrie Preston, Angela Murray y June Squibb para convertirse en la sexta ganadora anual del premio extremadamente prestigioso. También ganó el Premio Spotted al Mejor Meme de 2024 con su frase "I'm Pissed" de su famosa diatriba que se produjo como resultado de no haber sido seleccionada para asistir a la comida de recompensa patrocinada por Applebee's.